# Sapho puella
Sapho puella là loài chuồn chuồn trong họ Calopterygidae. Loài này được Sjöstedt mô tả khoa học đầu tiên năm 1917.